# Dextrometorfán
A dextrometorfán (INN: dextromethorphan) egy félszintetikus morfinán vázas ópiát.

## Hatása
A dextrometorfán központi támadáspontú, a nyúltagyi köhögési központon keresztül, a köhögési reflex ingerküszöbének emelése által ható köhögéscsillapító (anélkül, hogy a reflexet teljesen elnyomná). Ennek következtében csökken a köhögési rohamok gyakorisága, a váladékot a beteg mégis fel tudja köhögni. Terápiás adagban a ciliaris aktivitást nem gátolja. Terápiásan javasolt adagban nincs fájdalomcsillapító hatása, enyhe nyugtató hatású.
A köhögési reflexet a kodeinnel kb. azonos mértékben csillapítja anélkül, hogy narkotikus, ill. analgetikus hatást is kifejtene. Terápiás adagban nem okoz légzésdepressziót, nem gátolt az akaratlagos köpetürítés és a ciliaris aktivitás.
A VIII. Magyar Gyógyszerkönyvben Dextromethorphani hydrobromidum    néven hivatalos.  

## Készítmények
- Drill
- Methor
- Rhinatiol (sanofi-aventis)
- Rhinoval C (Bristol-Myers Squibb)
- Robitussin (Wyeth)
- Tussin Forte

## Felhasználása
Mivel a Dextrometorfán (DXM) nem tiszta kötődésű úgynevezett "dirty drug", rendkívül sok kötési helye van a szervezetben, a felhasználása is attól függ, hogy a felhasználó milyen hatást szeretne elérni vele. Normál dózisban elsődlegesen köhögéscsillapító, dózisfüggő módon azonban fájdalomcsillapító (30–90 mg), antidepresszáns és magas dózisban disszociativ típusú rekreációs szer. (forrás link:www.Erowid.org:: 100mg-1500mg)
A dextrometorfán (DXM)  NMDA (N-metil D-aszpartát) antagonista és ópiát agonista (szigma, delta és kappa receptorokon a Levo-metorfán mely nincs kereskedelmi forgalomban, mü-opoid receptor agonista is) valamint szerotonin visszavételgátló mint sok SSRI antidepresszáns.
Magyarországon vény nélkül kiadható gyógyszerek aktív összetevője.